# Ariopsis assimilis
Ariopsis assimilis és una espècie de peix de la família dels àrids i de l'ordre dels siluriformes.

## Morfologia
- Els mascles poden assolir 35 cm de longitud total.[2][3]

## Hàbitat
És un peix demersal i de clima tropical.

## Distribució geogràfica
Es troba a Centreamèrica: Mèxic, Belize, Hondures, Guatemala, Nicaragua, Costa Rica i Panamà.

## Ús comercial
És consumit principalment fresc.